# 氯化四吡啶合铁(II)
氯化四吡啶合铁(II)是一种配位化合物，化学式为FeCl2(py)4。它是黄色固体，可用作其它铁配合物及催化剂的无水前驱体。据其晶体衍射分析，配体氯互为反式构型。该配合物具有高自旋构型。它可由氯化亚铁和过量的吡啶反应得到。